# Heringskoop
Heringskoop (niederdeutsch Heernkoop) ist ein südlicher Ortsteil der Gemeinde Nordleda in der Samtgemeinde Land Hadeln im niedersächsischen Landkreis Cuxhaven.

## Geografie
Als Marschhufendorf angelegt, grenzt der Ort im Westen an Cuxhaven-Lüdingworth und im Süden an Wanna-Westerwanna.
Der Radwanderweg TEWA (Vom Teufelsmoor zum Wattenmeer) verläuft hier entlang des Heringskooper Stromes, der ein Zufluss der Wilster ist.
An der Weidentrift befindet sich eine Station des Hadler Sagenweges und südwestlich davon das 252 Hektar große Naturschutzgebiet Aßbütteler Moor.

## Politik
Gemeinderat und Bürgermeister
Der Ortsteil Heringskoop wird auf kommunaler Ebene vom Rat der Gemeinde Nordleda vertreten.

## Verkehr
An der Kreuzung zum Neuen Weg befindet sich eine AST-Haltestelle.